# Nyssopsora asiatica
Nyssopsora asiatica är en svampart som beskrevs av Lütjeh. 1937. Nyssopsora asiatica ingår i släktet Nyssopsora och familjen Raveneliaceae.   Inga underarter finns listade i Catalogue of Life.